# The Quietus
The Quietus (w skrócie tQ) – brytyjski internetowy magazyn kulturalny, założony (w 2008) i prowadzony przez Johna Dorana i Luke’a Turnera. Publikuje wiadomości z rynku muzycznego (w tym recenzje płytowe i relacje z koncertów), księgarskiego, filmowego oraz dzieł sztuki. Serwis był notowany w rankingu Alexa na miejscu 52311.

## Historia i profil

### Strona internetowa
Magazyn kulturalny The Quietus został założony we wrześniu 2008 roku przez Johna Dorana i Luke’a Turnera. Pierwszy z nich był pracownikiem firmy telekomunikacyjnej, który został zwolniony z pracy. Z pomysłem założenia strony internetowej zwrócił się do niego Sean Adams, założyciel strony muzycznej Drowned in Sound. Finansowania nowego przedsięwzięcia podjął się zespół reklamowy BSkyB. W odpowiedzi na propozycję Adamsa Doran postanowił stworzyć stronę, która miała zawierać „dobrą, nową muzykę i wybiegającą w przyszłość muzykę z ostatnich 40 lat”. Jak punkt zero przyjął rok 1974, w którym ukazał się album Autobahn zespołu Kraftwerk, a wśród gatunków, którymi chciał się w swoich publikacjach zajmować, były: post-punk, hip-hop, indie, disco, muzyka elektroniczna, muzyka eksperymentalna, metal i industrial. Na ambitne plany negatywnie wpłynął kryzys finansowy 2008 roku i wycofanie się BSky z obiecanego finansowania The Quietus. Doran i Turner postanowili sfinansować przedsięwzięcie we własnym zakresie dobierając do współpracy zarówno weteranów pop-krytyki, szukających wolności do krytyki jak i ambitnych przedstawicieli młodego pokolenia. Wśród nich znaleźli się autorzy piszący wcześniej dla NME, Select i Q, którzy nadal byli zainteresowani poszukiwaniem nowej muzyki. Istotnym źródłem finansowania stały się z czasem przychody z reklam. Około 2013 roku wprowadzono wsparcie finansowe przez czytelników magazynu.
W ciągu pierwszych pięciu lat swego istnienia strona wypromowała takich wykonawców jak: Factory Floor, Perc, Vatican Shadow, Årabrot, Teeth of the Sea, Grumbling Fur i Sunn O))), jednocześnie publikując krytyczne felietony na temat takich artystów jak: David Bowie, Michael Gira, Public Enemy i Throbbing Gristle. Oprócz relacji muzycznych, strona pisze również o filmie i literaturze.

### Własna wytwórnia muzyczna
W 2013 roku Doran i Turner postanowili założyć wytwórnię płytową, Quietus Phonographic Corporation. Pierwszym artystą, którego muzykę zamierzali wydać, był William Doyle (znany też pod pseudonimem East India Youth). Wydawnictwem tym stała się EP-ka Hostel EP. Wytwórnia wydała również muzykę The Charlatans, Grumbling Fur, Sex Swing, Chrononautz.

### E-book
W planach wydawniczych The Quietus znalazł się E-book, Point Close All Quotes - A Quietus Anthology, wydany w grudniu 2013 roku i zawierający publikacje takich autorów piszących dla magazynu jak: Carol Clerk, Steven Wells, Rachel Mann, John Tatlock, Emily Bick, Tim Burgess, Phil Hebblethwaite, Taylor Parkes i Jude Rogers oraz własne publikacje Dorana i Turnera.  

## Rankingi albumów i nagrań – Quietus Charts
The Quietus publikuje tygodniowe, miesięczne i roczne zestawienia najlepszych albumów i nagrań:

### Albumy roku 2008
Pierwsza lista została sporządzona w 2008 roku i obejmowała 30 albumów. Trzy pierwsze miejsca zajęły:
1. The Bug – London Zoo[8]
2. Portishead – Third[9]
3. The Fall – Imperial Wax Solvent[10]

### Albumy roku 2009
Pierwsza trójka:
1. Sunn O))) – Monoliths & Dimensions[11]
2. The Horrors – Primary Colours[12]
3. The xx – xx[13]

### Albumy roku 2010
Pierwsza trójka 2010 roku:
1. Liars – Sisterworld
2. Salem – King Night
3. Swans – My Father Will Guide Me Up a Rope to the Sky[14]

### Albumy roku 2011
Pierwsza trójka 2011 roku:
1. PJ Harvey – Let England Shake
2. Azari & III – Azari & III
3. Tim Hecker – Ravedeath, 1972[15]

### Albumy roku 2012
Pierwsza trójka 2012 roku:
1. Swans – The Seer
2. Scott Walker – Bish Bosch
3. Carter Tutti Void – Transverse[16]

### Albumy roku 2013
Pierwsza trójka 2013 roku:
1. Grumbling Fur – Glynnaestra
2. These New Puritans – Field Of Reeds
3. David Bowie – The Next Day[3].

### Albumy roku 2014
Pierwsza trójka 2014 roku:
1. Gazelle Twin – Unflesh
2. Scott Walker & Sunn O))) – Soused
3. Swans – To Be Kind[17]

### Albumy roku 2015
Pierwsza trójka 2015 roku:
1. Jlin – Dark Energy
2. Stara Rzeka – Zamknęły się oczy ziemi
3. Mbongwana Star – From Kinshasa[18]

### Albumy roku 2016
Pierwsza trójka 2016 roku:
1. Årabrot – The Gospel
2. Solange – A Seat at the Table
3. Innercity Ensemble – III[19]

### Albumy roku 2017
Pierwsza trójka 2017 roku:
1. Richard Dawson – Peasant
2. Zimpel/Ziołek - Zimpel/Ziołek
3. Fever Ray – Plunge[20]

### Albumy roku 2018
Pierwsza trójka 2018 roku:
1. Gazelle Twin – Pastoral
2. Idris Ackamoor & the Pyramids – An Angel Fell
3. Insecure Men – Insecure Men[21]

### Albumy roku 2019
Pierwsza trójka 2019 roku:
1. Loraine James – For You and I
2. Richard Dawson – 2020
3. Caterina Barbieri – Ecstatic Computation[22]

### Albumy roku 2020
Pierwsza trójka 2020 roku:
1. Hey Colossus – Dances / Curses
2. The Soft Pink Truth – Shall We Go on Sinning So That Grace May Increase?

3. Special Interest – The Passion Of

### Albumy roku 2021
Pierwsza trójka 2021 roku:
1. The Bug – Fire
2. aya – im hole
3. Dean Blunt – Black Metal 2[24]

## Wyróżnienia
W 2009 roku The Quietus został zaliczony przez dziennik The Independent do 25 najlepszych muzycznych stron internetowych, obok takich witryn, jak: All About Jazz, Classical Archives, eMusic, MixCloud, musicOMH, Pitchfork, Popjustice, Rock's Backpages, Songkick, Stereogum i The Arts Desk.